# Phyllodes enganensis
Phyllodes enganensis là một loài bướm đêm trong họ Noctuidae.